# Oerlikon GDF
Ерлікон (Oerlikon) GDF або Oerlikon 35 мм — буксирована здвоєна зенітна артилерійська установка. Розроблена в 1950-х роках швейцарською компанією Oerlikon Contraves (після 2009 року Rheinmetall Air Defense) як 2 ZLA/353 ML, однак пізніше перейменована в GDF-001.

## Історія
Першим варіантом зенітної установки стала модель 353 MK, пізніше перейменована в серію KD. Зенітні гармати цієї серії використовувалися в таких зразках як німецька ЗСУ Гепард (на базі танку Леопард 1), Type 87 (на базі танка Type 74) та ЗСУ Marksman (на базі танка Т-55).
В 1980 почалося серійне виробництво модернізованої системи під назвою GDF-002, а через кілька років — GDF-003. У 1985 році дійшло до виготовлення найбільш сучасної моделі — GDF-005 з автоматизованою системою контролю вогнем та інтегрованим лазерним далекоміром.
Зазвичай, зенітні установки транспортували 5-ти тонною вантажівкою 6×6.
Базова GDF може діяти в умовах доброї видимості, але більшість користувачів застосовують її спільно з системою управління вогнем. Спочатку застосовувалася системи управління вогнем Super Fledermaus, пізніше вона була замінена у виробництві на більш ефективну Skyguard. Зазвичай батарея GDF складається з двох установок GDF, двох генераторів і однієї системи управління вогнем Skyguard.

### Super Fledermaus

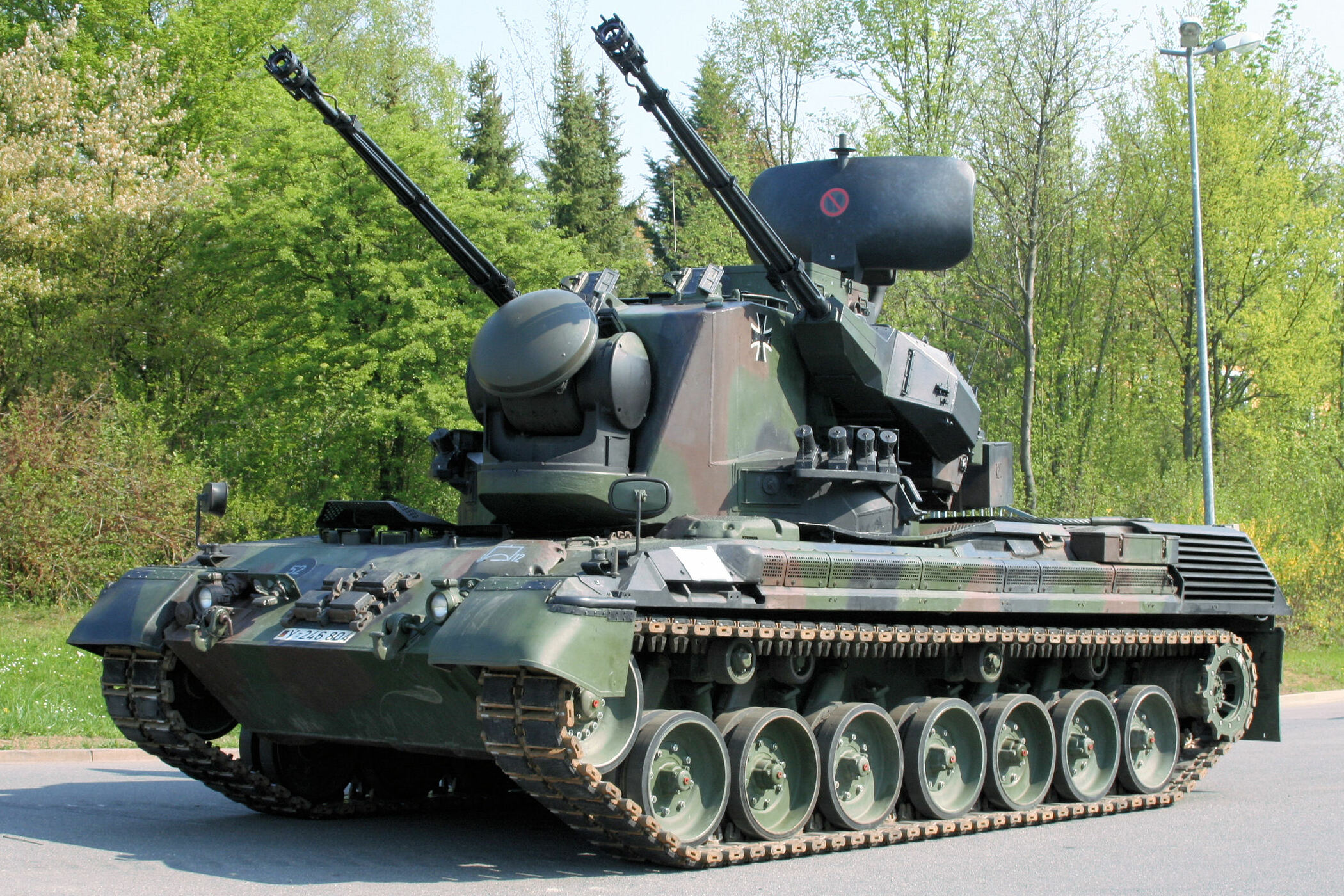
ЗСУ «Gepard» Бундесверу

Система управління вогнем Super Fledermaus була створена окремою на той час компанією Contraves.
Вона встановлена на 4-колісний причіп та має пошуковий імпульсно-доплерівський радар в діапазоні E/F та радар наведення на ціль в діапазоні J. Обидва радара мають максимальну відстань до 15 км.
Ця система використана в самохідній зенітній артилерійській установці «Gepard».

### Skyguard

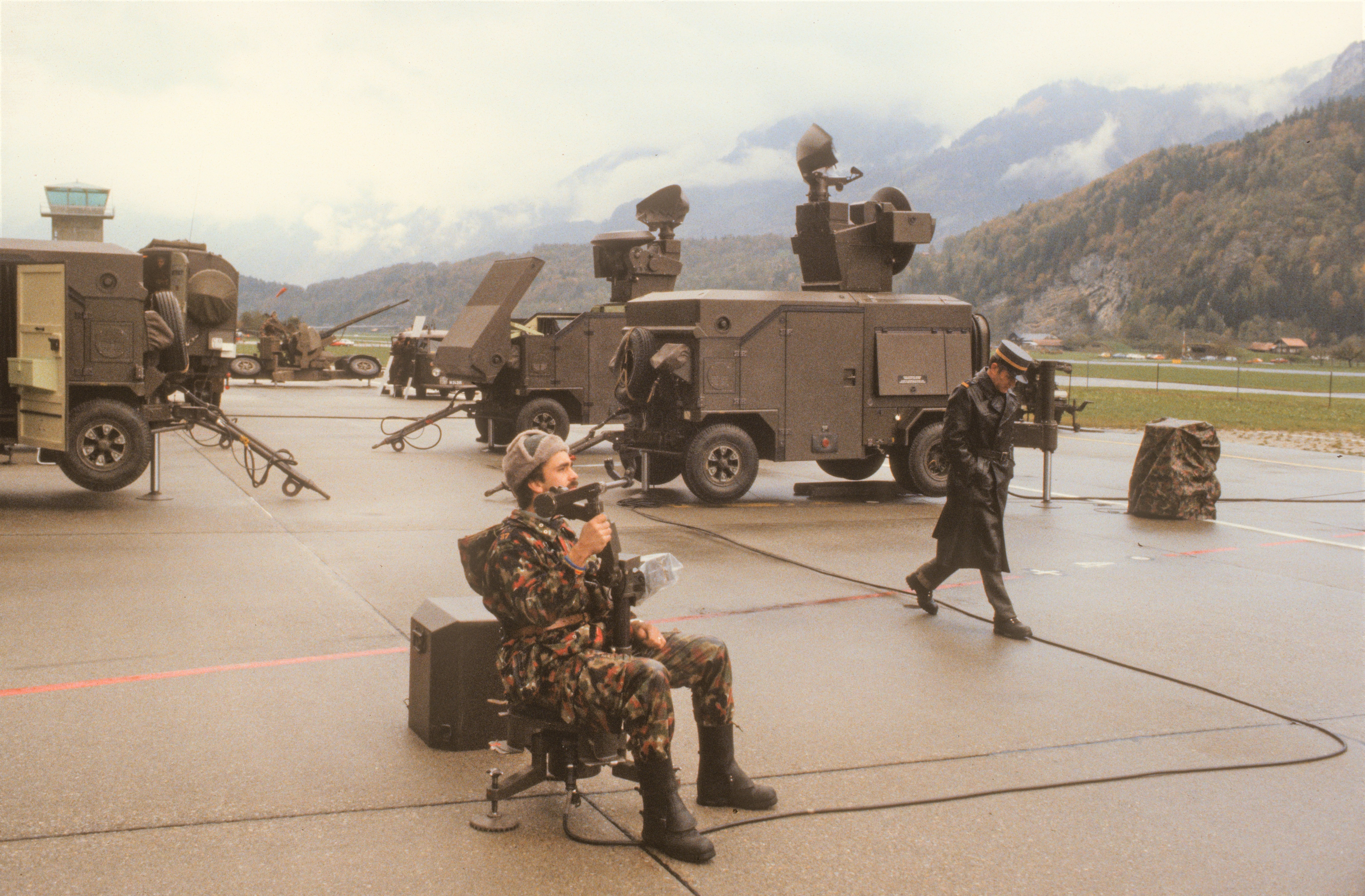
Швейцарська Skyguard, 1979 рік

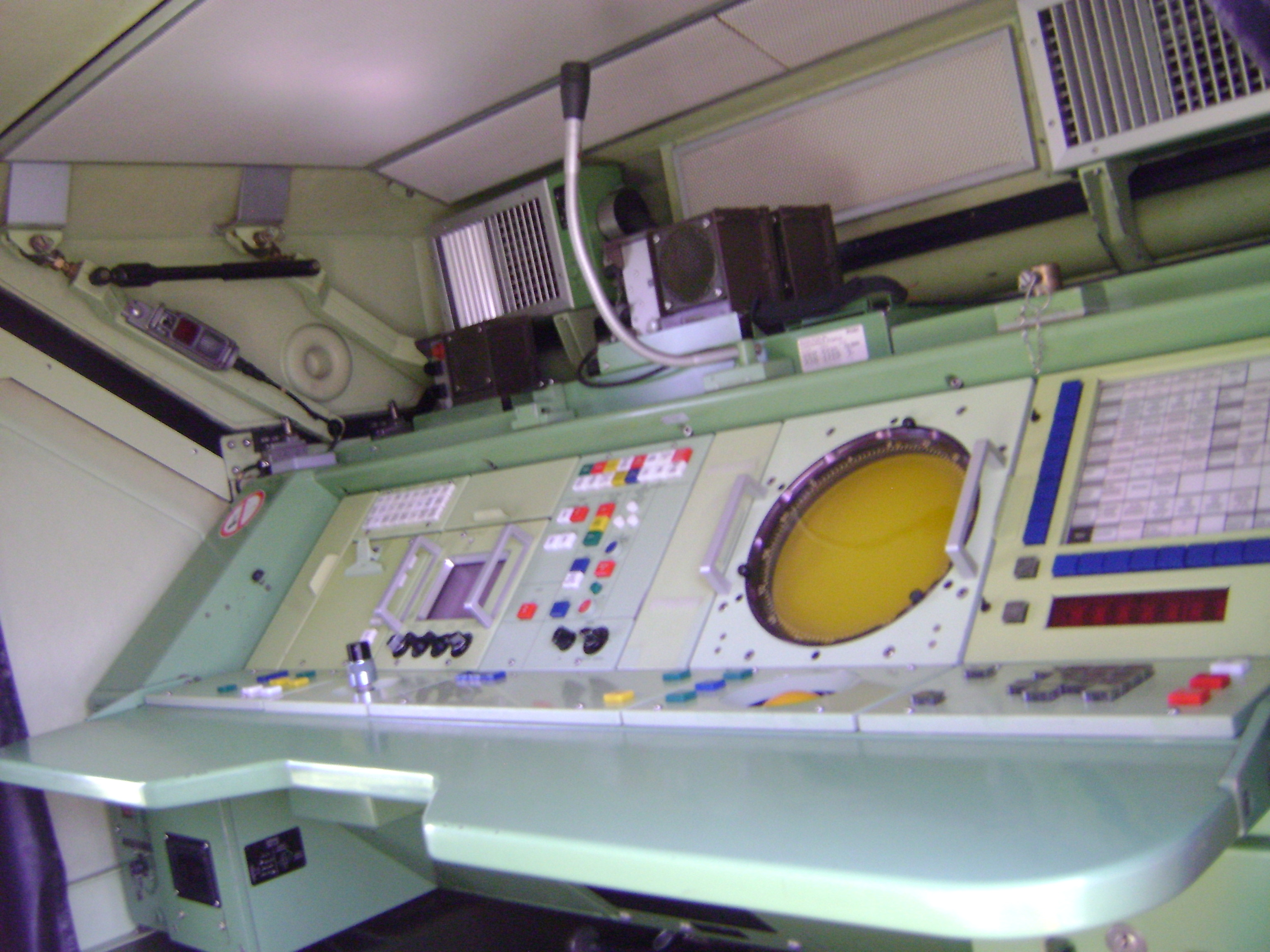
Консоль управління Skyguard

Система управління вогнем Skyguard встановлена у 4-колісний причіп, обладнана робочим місцем для двох операторів, має автономний генератор електричної енергії, пошуковий радар та радар стеження а також коаксійною телевізійною системою.
Призначена для захисту стаціонарних об'єктів від повітряних атак: літаків, вертольотів, крилатих ракет, безпілотних літальних апаратів, керованих бомб, тощо.
Система може керувати чотирма вогневими установками: дві спарених зенітних гармати Oerlikon GDF-007 та дві пускові установки зенітних керованих ракет.
Різні версії можуть вести вогонь різними зенітними керованими ракетами, зокрема Raytheon AIM-7E/AIM-7F/AIM-7M Sparrow та її модифікацій.
Кілька раз проходила модернізацію. Версія Skyguard III отримала можливість, серед іншого, вести вогонь програмованими снарядами повітряного підриву AHEAD та мати у своєму складі зенітну артилерійську причіпну установку Oerlikon/Rheinmetall Mk2 з револьверною гарматою (аналогічна гарматі в системі MANTIS).
Ефективна дальність радарів заявлена до 20 км, артилерійських установок — до 4 км, а зенітних керованих ракет — до 7 км.

## Модифікації

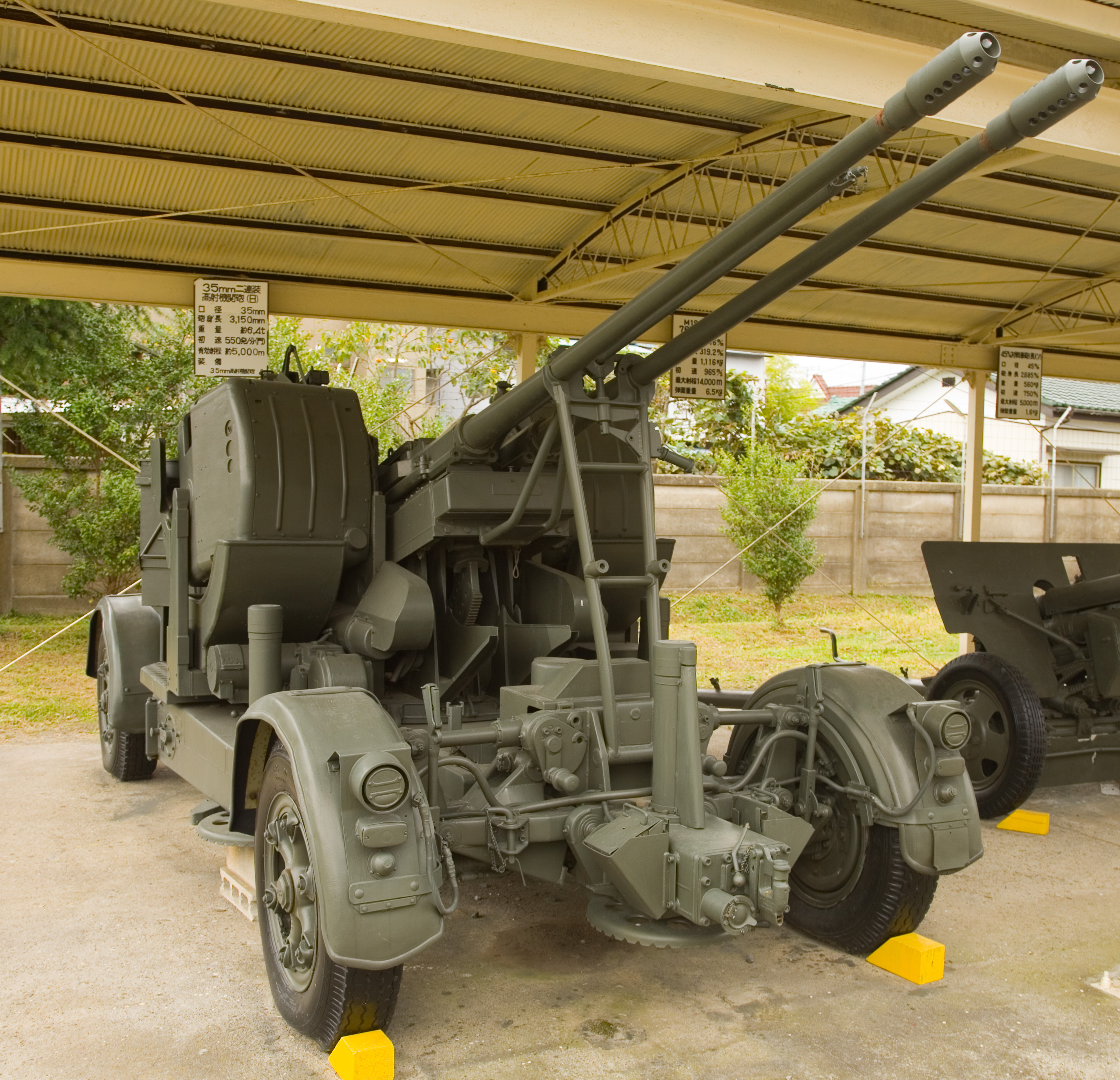
Японська версія

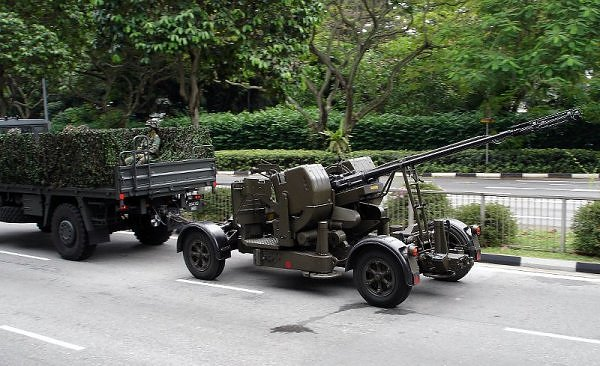
На причепі сінгапурська ЗУ

- GDF-001/2 ZLA/353 MK: XABA приціл.
- GDF-002: В виробництві з 1980. Модернізований приціл Ferranti. Зенітна установка має боєзапас в 112 снарядів та 126 в резерві (всього — 238)
- GDF-003: Мінімальні зміни — введені захисні щітки.
- GDF-005: Початок виробництва в 1985. Цифрова система управління вогнем Gun King з балістичним комп'ютером, яка отримує дані від опто-електронного приціла, лазерного далекоміра, бере до уваги метеорологічні дані, пристрою вимірювання початкової швидкості снарядів, та обчислює необхідне упередження гармати. Установка має покращену систему енергоспоживання та діагностики. Боєзапас 280 снарядів та автоматична система перезаряджання мають вистачити на 10 бойових залпів. Максимальна відстань до цілі — не більше 4000 м. Обслуга може складатись лише з одного чоловіка[5].
- GDF-006: Системи GDF-001/002/003 модернізовані за допомогою комплекту програмованих боєприпасів AHEAD.
- GDF-007: GDF-005 модернізована за допомогою комплекту AHEAD.
- MKE GDF-003B та MKE/Aselsan GDF-003B Modernized: вироблені в Туреччині за ліцензією. Друга версія істотно модернізована, додана можливість використання снарядів з програмованим підривом.
- AHEAD: Комплект модернізації ЗУ серії GDF. Використовувався Канадою, Пакистаном, Грецією, Оманом, Іспанією, Тайванем та Чилі.
- Flugabwehrkanonenpanzer Gepard: ЗСУ на базі танка Leopard 1.
- Marksman: ЗСУ на базі турелі Marksman. Може монтуватися на різному танковому шасі. Єдина серійна модифікація — на базі Т-55 для Фінляндії.
- Type 87: Японська ЗСУ .
- PZA Loara: Польська ЗСУ на базі танка PT-91.
- Type 90 (PG99): Китайська ліцензійна копія GDF-002.
- PG99 (CS/SA1): Модернізований китайський варіант GDF-002. Монтується на 6 x 6 вантажівці SX2190.
- Samavat: Іранська версія з приладом нічного бачення та радарами Skyguard & Super Fledermaus.
- Amoun: Єгипетська версія з використанням Skyguard та ЗРК Sparrow.
- Denel 35-мм DPG: артилерійська установка самооборони кораблів, використовує артилерійську частину на основі 35-мм гармат Oerlikon.

### MKE GDF-003B та MKE/Aselsan GDF-003B
Турецька компанія Mechanical and Chemical Industry Corporation (MKEK) налагодила виробництво 35 мм гармат серії GDF за ліцензією. Установка отримала позначення MKE GDF-003B.
Надалі система була модернізована разом з компанією Aselsan та отримала позначення MKE/Aselsan GDF-003B Modernized.
Aselsan розробила нову систему управління вогнем, має тривимірний пошуковий радар, радар управління вогнем, електро-оптичну станцію, та інші електронні системи. В результаті вона стала дещо аналогічна системі Skyguard.
Темп вогню дорівнює 1100 постріли на хвилину (2 × 550) на ефективну відстань у близько 4 км.
Модернізація дає можливість вести вогонь снарядами Aselsan ATOM 35mm з програмованим підривом, які вибухають перед ціллю та викидають в неї вольфрамову шрапнель. Також система може вести вогонь снарядами HEI та TP-T.
Потреба в снарядах з програмованим підривачем типу ATOM 35mm виникла для ефективнішої боротьби артилерійської системи проти сучасних повітряних цілей: окрім звичайних літальних апаратів (літаків й вертольотів), додалась можливість ефективно боротись проти крилатих ракет, ракет типу повітря-поверхня, безпілотних літальних апаратів та інших високоточних боєприпасів.
Розроблена Aselsan система управління вогнем на додачу до 35 мм гармати також може застосовувати зенітні керовані ракети для ураження маловисотних цілей.
Подібно GDF-009 модернізовані установки використовують акумуляторні батареї як джерело живлення, яке можна підзаряджати від зовнішнього джерела електричної енергії.
Також було створено самохідну зенітну установку KORKUT шляхом встановлення модернізованої системи GDF-003B на амфібійне шасі FNSS ACV-30.
Батарея KORKUT складається з машини управління з тривимірним пошуковим радаром з ефективною дальністю до 70 км та трьома самохідними зенітними артилерійськими установками. Кожна з них має радар управління вогнем, електро-оптичну станцію та спарені 35-мм гармати.

## Номенклатура боєприпасів
| Позначення НАТО         | HE-T/HEI-T              | HE/HEI                  | HEI(BF)                 | SAPHEI/SAPHEI-T         | APDS/FAPDS              | TP-T/TP                 | AHEAD                   | ATOM 35mm               |
| ----------------------- | ----------------------- | ----------------------- | ----------------------- | ----------------------- | ----------------------- | ----------------------- | ----------------------- | ----------------------- |
| Маса снаряду            | 535 г (18,9 унція)      | 550 г (19 унція)        | 550 г (19 унція)        | 550 г (19 унція)        | 375 г (13,2 унція)      | 550 г (19 унція)        | 750 г (26 унція)        | n/a                     |
| Маса вибухової речовини | 98 г (3,5 унція)        | 112 г (4,0 унція)       | 70 г (2,5 унція)        | 22 г (0,78 унція)       | n/a                     | n/a                     | n/a                     | n/a                     |
| Заряд                   | 330 г (12 унція)        | 330 г (12 унція)        | 330 г (12 унція)        | 330 г (12 унція)        | 330 г (12 унція)        | 330 г (12 унція)        | 330 г (12 унція)        | n/a                     |
| Маса всього снаряду     | 1 565 г (55,2 унція)    | 1 580 г (56 унція)      | 1 580 г (56 унція)      | 1 552 г (54,7 унція)    | 1 440 г (51 унція)      | 1 580 г (56 унція)      | 1 780 г (63 унція)      | 1 750 г (62 унція)      |
| Дульна швидкість        | 1 175 м/с (3 850 фут/с) | 1 175 м/с (3 850 фут/с) | 1 175 м/с (3 850 фут/с) | 1 175 м/с (3 850 фут/с) | 1 440 м/с (4 700 фут/с) | 1 175 м/с (3 850 фут/с) | 1 050 м/с (3 400 фут/с) | 1 020 м/с (3 300 фут/с) |

Позначення:
- HEI: фугасний-запалювальний (-T— з трейсером)
- SAPHEI: напів-бронебійний фугасний-запалювальний
- FAPDS: бронебійний підкаліберний з відкидним піддоном та крихкою серцевиною
- TP: навчальний (-T— з трейсером)
- AHEAD: програмований снаряд з повітряним підривом, викидає шрапнель з 152 вольфрамових уламків
- ATOM 35mm: розроблений Aselsan програмований снаряд з повітряним підривом, що викидає шрапнель

## Тактико-технічні характеристики
Для модифікації GDF-001 заявлені такі тактико-технічні характеристики:
- Калібр: 35 мм (35×228 мм)
- Довжина ствола: 3,15 м
- Причіп: на 4 колесах, з висувними домкратами для вирівнювання
- Маса:
  - в похідному положенні з боєкомплектом та приладдями: 6700 кг, (7700 кг для GDF-005)
  - в похідному положенні без боєкомплекту й приладдя: 6300 кг, (7250 кг для GDF-005)
- Радіус обертання гармат в горизонтальному положенні: 4,63 м
- Довжина:
  - в похідному положенні: 7,8 м
  - в бойовому положенні: 8,83 м
- Ширина:
  - в похідному положенні: 2,26 м
  - в бойовому положенні: 4,49 м
- Висота:
  - в похідному положенні: 2,6 м
  - в бойовому положенні: 1,72 м
- Кути піднесення гармати: -5°…+92°
- Темп вогню (на ствол): 550 пострілів/хвилину
- Боєкомплект: 238 пострілів
  - в магазині: 112
  - резерв: 126
- Максимальна ефективна відстань (горизонтальна): 4 км
- Обслуга: 3 чоловіка

## Бойове застосування

### Ірано-іракська війна
Іран мав певну кількість зенітних артилерійських установок GDF-001 та GDF-002. Начебто в 1986 році також було отримано 20 систем Skyguard. Проте, істотного впливу на перебіг повітряних ударів Іракських ВПС вони не мали. А передача запасних частин й навіть цілих систем Skyguard спричинила скандали, в тому числі — через поставлений під сумнів нейтралітет Швейцарії.

### Фолклендська війна

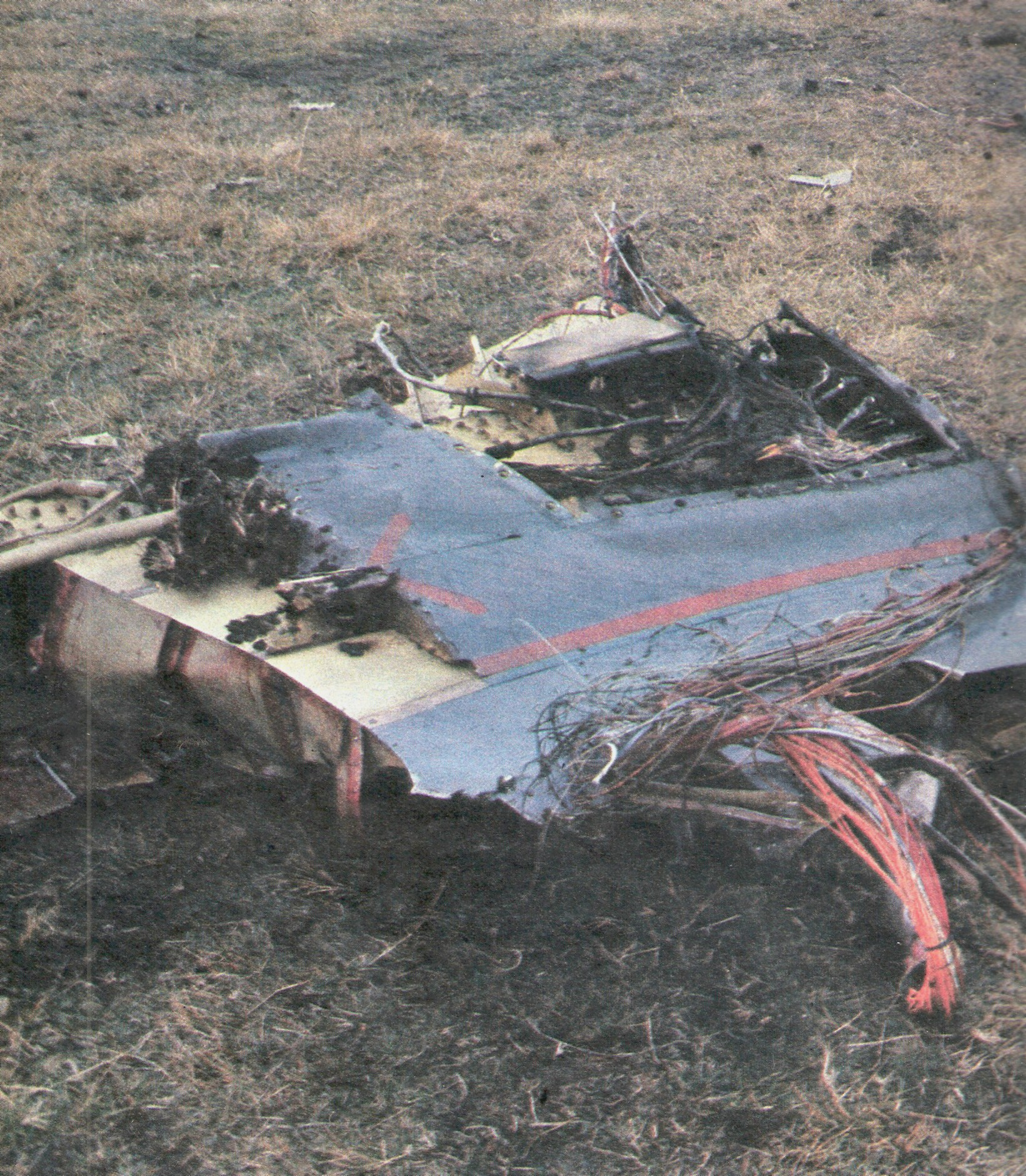
Рештки збитого 35-мм зенітними установками Sea Harrier з бортовим номером XZ450

Під час Фолклендської війни Аргентинські військові (зокрема, зі складу 601-ї зенітної групи) активно застосовували наявні артилерійські 35-мм установки Oerlikon під управлінням систем Skyguard та Super Fledermaus. Останні дали можливість застосовувати артилерійські установки за будь-яких погодних умов та час доби. Окрім 35-мм артилерійських установок, Аргентинські військові мали на озброєнні 30-мм артилерійські установки HS-831, 20-мм артилерійськими установки Rheinmetal, ЗРК Roland, тощо.
Артилерійські установки під управлінням Skyguard змогли вплинути на перебіг бойових дій та служили чинником стримання британської авіації. Зокрема, під час битви під Гуз-Грін саме з такого комплексу 4 травня було збито перший (під час цієї війни) британський літак — Sea Harrier (лідер пари був обладнаний пристроєм попередження про випромінювання, й вчасно скинув пастки та виконав маневр, другий номер пари такого пристрою не мав і його літак був уражений вогнем зенітної артилерії).
Одну установку Skyguard було знищено парою протирадарних ракет AGM-45 Shrike випущених з бомбардувальника Avro Vulcan під час шостого вильоту в рамках операції «Black Buck» 3 червня 1982 року. При тому, основною ціллю операції було знищення оглядової РЛС великого радіусу дії AN/TPS-43, яка залишалась вимкненою під час підльоту британських бомбардувальників, тому під час одного з вильотів було вирішено знищити Skyguard, роботу якого було помічено під час попередніх спроб (під час першого вильоту роботу РЛС взагалі вдалось придушити підвісним модулем РЕБ Westinghouse AN/ALQ-101D) та під випромінювання якого було підлаштовано ракету.
На завершальних етапах битви установки були застосовані по наземних цілях — ними було зупинено передові загони британського десанту, який штурмував летовище у Гуз-Грін. Вогнем з зенітних установок було знищено будівлю школи в селищі Дарвін, яку перед тим вже встигли підпалити британські військові.
З установками Oerlikon було і два випадки дружнього вогню.
Перший випадок стався 1 травня 1982 року, коли трьома чергами було знищено Mirage III, який здійснював аварійну посадку на летовище в Стенлі, після того, як у нього вже влучили аргентинські морські піхотинці з гармат HS-831. Літак впав на північ від летовища, пілот загинув.
Другий випадок стався поруч з Гус-Грін, коли один A-4 Skyhawk через помилку пілота залетів у заборонену зону. Літак був знищений, пілот загинув.
Всього, за підсумками війни, британські військові захопили як трофеї 15 артилерійських установок та 5 систем Skyguard. При чому чотири Skyguard виявились в доволі прийнятному стані та їх вдалось повернути до робочого стану. П'ятий Skyguard був сильно пошкоджений обслугою перед здачею в полон, і його відновлення було визнано недоцільним.
Артилерійські установки та системи Skyguard перебували на озброєнні британських військових протягом майже 10 років, поки їх не довелося зняти зі служби внаслідок скорочень видатків й проблем з отриманням запасних частин, нових стволів, боєприпасів.

### Вторгнення Іраку в Кувейт
Збройні сили Кувейту мали, серед іншого, зенітні артилерійські батареї під управлінням Skyguard. Проте, жодної участі в бойових діях вони не брали, та разом з іншою технікою одна батарея була захоплена іракською армією.

### Російсько-українська війна

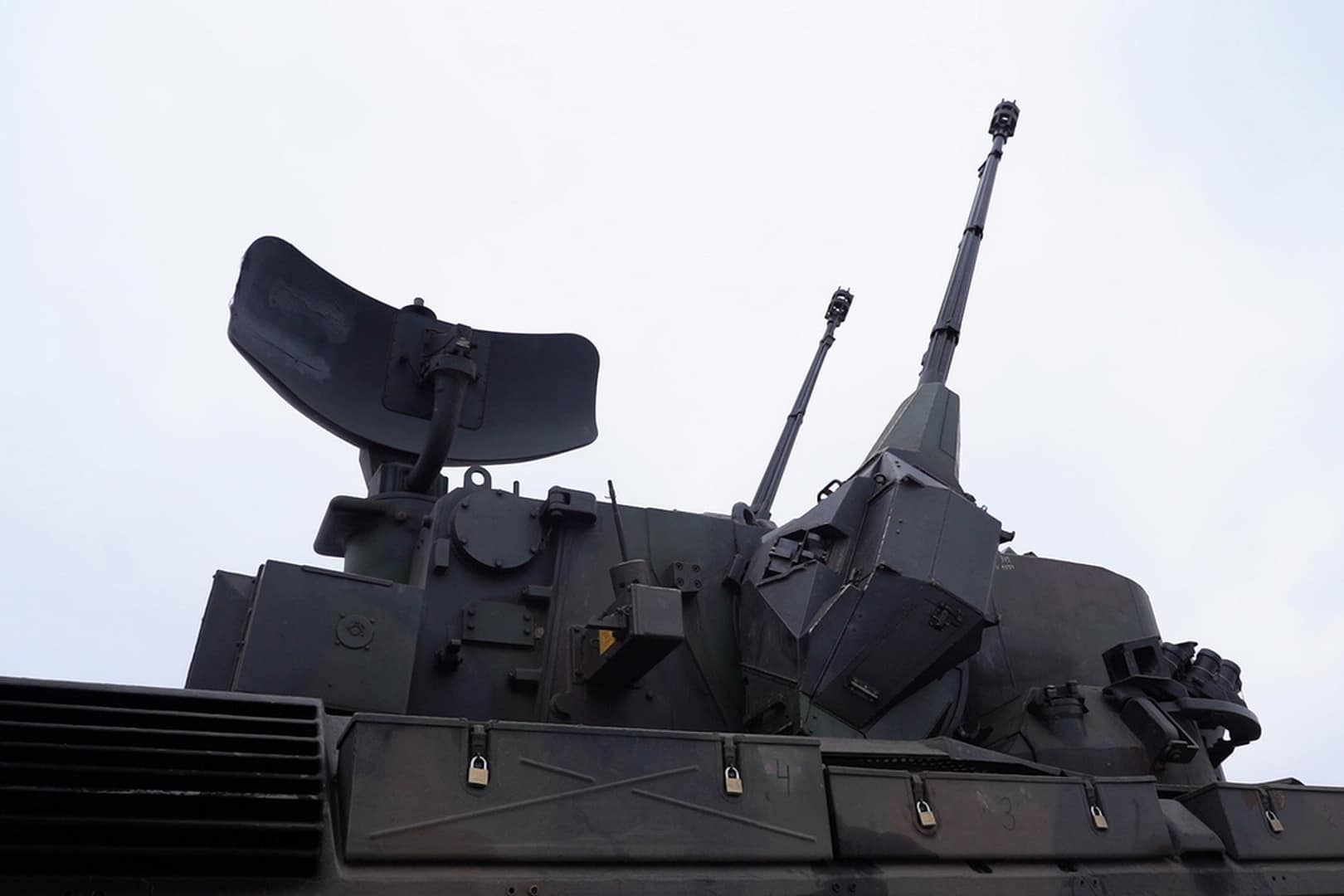
Зенітна самохідна артилерійська установка «Gepard» стоїть на варті об'єктів критичної інфраструктури на північному напрямку (Київ та область), грудень 2022 року

Перші зенітні самохідні установки Gepard, артилерійська частина яких побудована на основі двох 35-мм гармат Oerlikon KDA, Україна отримала від Німеччини в липні 2022 року.
На початку жовтня 2022 року військовий аташе України у США Борис Кременецький назвав «Gepard» одним із ефективних засобів боротьби з російськими дронами-камікадзе «Герань-2» (іранський Shahed 136). Разом з тим, ефективно протидіють цим дронам також ЗРК «Оса» та зенітні артилерійські установки ЗСУ-23-4 «Шилка». Істотна перевага саме артилерійських зенітних комплексів, при тому, полягає у порівняно «низькій» вартості ураження цілі в порівнянні навіть з такими ракетними комплексами, як «Оса».
Проте, з посиланням на свій нейтралітет Швейцарія категорично відмовилась надавати дозвіл на передачу Україні як боєприпасів 35×228 мм швейцарського виробництва, так і дозвіл Іспанії на реекспорт двох установок GDF-007.

## Оператори

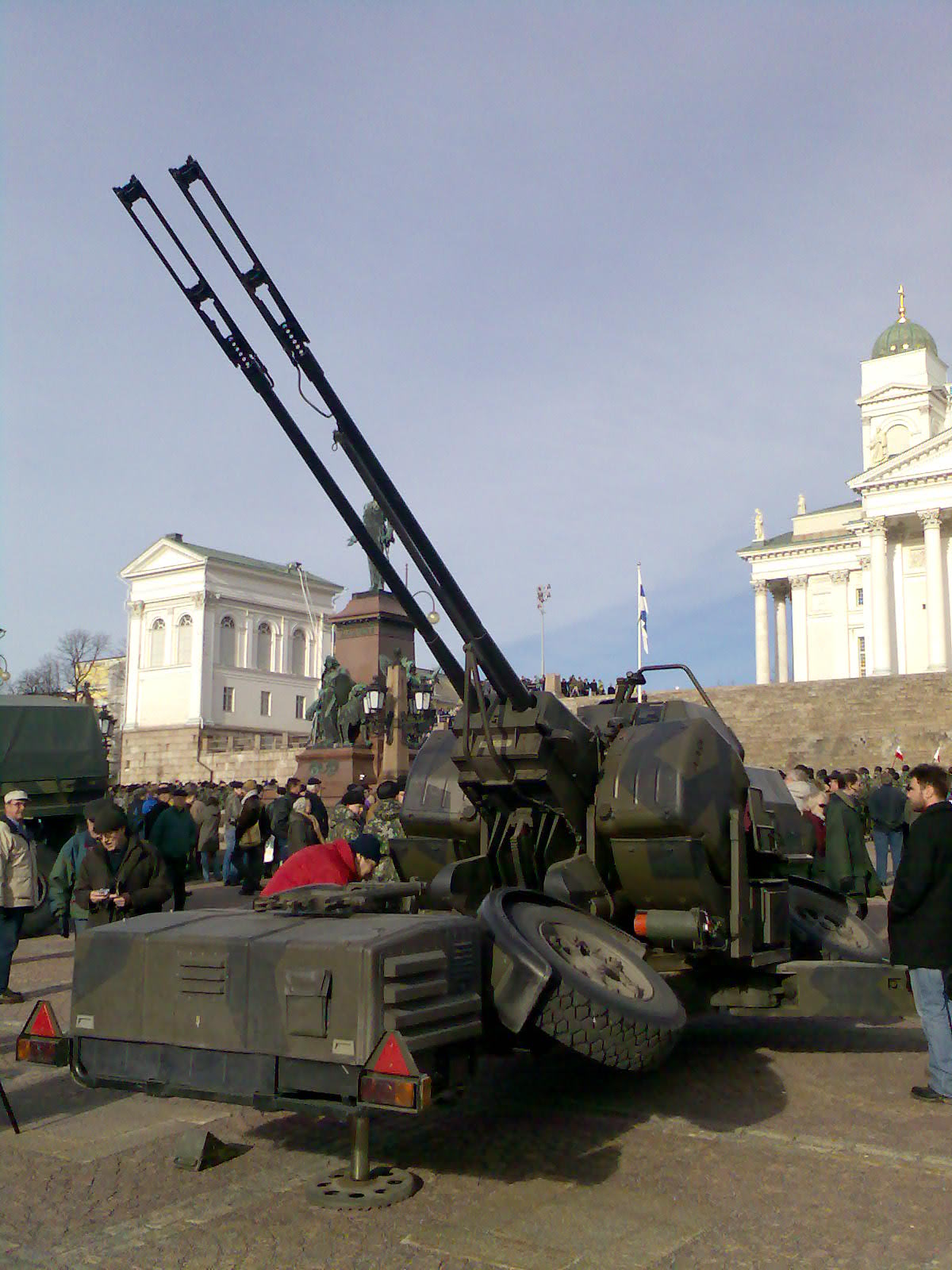
Фінська 35 ITK 88 в Гельсінкі, 2008 рік

- Аргентина: 38 GDF-002 — в армії, 6 GDF-002 — ВПС
- Австрія: 74 GDF-005 — в армії, 18 GDF-005 — ВПС
- Бангладеш: 8 GDF-009 та системи Skyguard-3, станом на 2021 рік
- Бахрейн: 12 GDF-005
- Бразилія: 38 GDF-001. Модернізовані з установкою системи Super Fledermaus та РЛС Skyguard місцевого виробництва
- Камерун: 18+ GDF-002
- Канада: Зняті з озброєння.
- Чилі: 24 GDF-005/007
- КНР: ліцензійна копія GDF-002 — Type 90, 150+ с РЛС Skyguard
- Колумбія: 75 GDF-005 (в резерві)
- Кіпр: 30 GDF-005 с РЛС Skyguard та ЗРК Aspide
- Еквадор: 30 GDF-003
- Єгипет: 72 Amoun с РЛС Skyguard та ЗРК Sparrow
- Фінляндія: 16. Відомі як 35 ITK 88
- Німеччина: на ЗСУ Гепард
- Греція: 44 GDF-002, модернізовані до GDF-006 AHEAD, 12 з РЛС Skyguard та ЗРК Sparrow
- Іран: 92 GDF-002. Країна також займається неліцензійним копіюванням системи. Використовується РЛС Skyguard та Super Fledermaus.
- Індонезія: 92 GDF
- Японія: 70+ GDF-001 з РЛС Super Fledermaus.
- Корея: 20 GDF-003, станом на 2021 рік
- Кувейт: 12 GDF-005 (Amoun) з РЛС Skyguard та ЗРК Sparrow
- Малайзія: 16 GDF-005, станом на 2021 рік
- Нігерія: GDF-002
- Оман: 10 GDF-005 з модернізацією AHEAD
- Пакистан: 248 GDF-002/GDF-005 та 134 установки Skyguard, станом на 2021 рік
- Румунія: 43 ЗСУ Гепард та 72 GDF-003
- Саудівська Аравія: 128 GDF-005 (модифіковані) з РЛС Skyguard FC
- Сінгапур: 34 установки та 25 РЛС Super Fledermaus, станом на 2021 рік
- ПАР: 102 GDF-002 (100 Mk1 GDF-002 в 2004 продані) + 48 модифіковані GDF-005. Планується модернізувати по програмі Skyshield GDF-006 AHEAD та GDF-007 AHEAD к 2017.
- Іспанія: 92 GDF-005, модернізовані до стандарту 007. РЛС Skydor та Skyguard
- Швейцарія: 45 GDF-007 модернізовані + 264 GDF-001/002
- Тайвань: 50 GDF-003. З 2009 модернізовані до стандарту GDF-006 за допомогою AHEAD. Також закуплені 24 РЛС Skyguard «Sky Sentinel»
- Туреччина: Виготовляються за ліцензією на MKEK. 120 GDF-002 units, 118 модернізовані до рівня GDF-006 AHEAD.[33]
- ОАЕ: 30 GDF-005
- Велика Британія: Під час Фолклендської війни 1982 були захоплені 15 GDF-002 з 6 РЛС Skyguard та 1 Super Fledermaus. РЛС використовуються, зенітні установки в резерві та в музеях.

### Австрія
Станом на кінець 2023 року артилерійські зенітні системи Oerlikon GDF та ПЗРК Mistral — єдині засоби протиповітряної оборони Австрійських збройних сил.
В грудні 2023 року компанія Rheinmetall повідомила про укладання з Австрією угоди на модернізацію 28 установок Oerlikon GDF, які об'єднанні у сім комплексів разом з РЛС та пунктом управління у кожному. Після модернізації система досягне рівня Skyguard Next Generation з лінійки Skynex.
Вартість угоди становить 532 млн євро, без ПДВ, а термін виконання — до лютого 2026 року.

### Іран

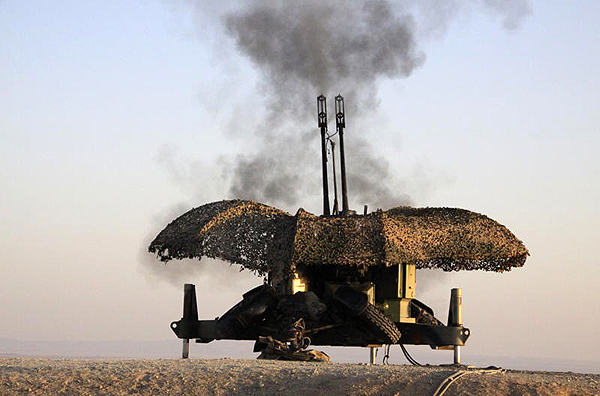
Іранський Oerlikon GDF на навчаннях, 2010 рік

Іран замовив та отримав певну кількість установок GDF-001 та систем управління вогнем Super Fledermaus а потім установки GDF-002 та системи управління Skyguard начебто іще навіть до Ісламської революції в 1979 році.
Однак, вже під час Ірано-іракської війни траплялись скандали через начебто постачання швейцарським виробником Oerlikon-Buehrle запасних частин для систем Skyguard в Іран. Також лунали звинувачення в тому, що в 1983 році були укладені контракти на придбання цілих систем.
В 2008 році Іран представив зенітну артилерійську установку Samavat 35mm яка виглядає, як неліцензійна копія GDF-001.

### Південно-Африканська Республіка
Під час навчальних стрільб 12 жовтня 2007 року стався інцидент, внаслідок якого 9 військових Збройних сил ПАР загинуло, та 14 отримали поранення. Інцидент стався під час стрільби по наземних цілях в ручному режимі. Внаслідок технічної несправності однієї з восьми установок, які брали участь в навчаннях, під час одного із пострілів вона перейшла в неконтрольований безперервний режим стрільби (за іншими даними — установка неконтрольовано здійснила лише кілька черг), силою відбою було повалено захисні стовпи та зав'язані мотузки, якими було обмежено напрям стрільби. Установки були розташовані в одну лінію, інцидент стався з установкою, яка знаходилась з правого краю.
Внаслідок неконтрольованих пострілів стволи установки повернуло на 90° (за іншими даними — вона здійснила повний оберт) в бік інших семи установок. Фугасними снарядами були уражені розрахунки установок, що стояли поруч.
За результатами проведеного розслідування військові звинуватили компанію-виробника у приховуванні відомої йому проблеми в ударно-спусковому механізмі. Однак, інші розслідування поклали провину на самих військових, начебто інцидент стався через недотримання техніки безпеки та недостатню навченість обслуги гармат.

### Саудівська Аравія
В лютому 2020 року було підтверджено, що Саудівська Аравія придбала та отримала певну кількість комплексів Skyguard III в стандартній комплектації (один пункт управління та дві підпорядковані йому зенітні артилерійські установки). Комплекси розгорнуто, зокрема, для прикриття важливих портів та інших важливих об'єктів.

### Україна
В лютому 2023 року була оприлюднена інформація, що Швейцарія з посиланням на політику власного нейтралітету відмовила Іспанії в дозволі на реекспорт двох установок GDF-007 до України. Раніше аналогічні запити Данії та Німеччини також були відхилені але не оприлюднені. Також Швейцарія ставила перепони постачанню 35 мм боєприпасів до України для отриманих від Німеччини зенітних самохідних установок Gepard.